# Herida
Una herida es una lesión que se produce en el cuerpo. Puede ser producida por múltiples razones, aunque generalmente es debido a golpes o desgarros en la piel. Dependiendo de su gravedad, es necesaria asistencia médica.
La pérdida de continuidad en la piel (lo que se denomina "solución de continuidad") que hay en las heridas proviene de un traumatismo. Tras ello, existe riesgo de infección y posibilidad de lesiones en órganos o tejidos adyacentes: músculos, nervios, vasos sanguíneos, etcétera.
Las heridas pueden ser graves en función de una o varias de estas características:
- Profundidad.
- Extensión.
- Localización.
- Suciedad evidente, cuerpos extraños o signos de infección.

## Clasificación de las heridas

### Clasificación de las heridas según su apertura
- Heridas abiertas: En este tipo de heridas se observa la separación de los tejidos blandos. Son las más susceptibles a la infección.
- Heridas cerradas: Son aquellas en las que no se observa la separación de los tejidos, generalmente son producidas por golpes; la hemorragia se acumula debajo de la piel (hematoma), en cavidades o en viseras.

### Clasificación de las heridas según su gravedad
- Heridas simples: Son heridas que afectan la piel, sin ocasionar daño en órganos importantes. Ejemplo: raspadura o cortaduras superficiales
- Heridas complicadas: Son heridas extensas y profundas con hemorragia abundante; generalmente hay lesiones en músculos, vasos sanguíneos y órganos internos.

### Clasificación de las heridas según el elemento que las produce
- Heridas contusas: Son producidas por piedras, palos, golpes de puño u objetos duros. Producen mucho dolor y en ellas se observa un hematoma, estas heridas se presentan por la resistencia que ofrece el hueso ante el golpe, ocasionando la lesión de los tejidos blandos. Generalmente se conocen como “moretón”.
- Heridas cortantes o incisas: Son producidas por objetos afilados como latas, vidrios, cuchillos, que pueden seccionar músculos, tendones y nervios. Los bordes de la herida son limpios y lineales, la hemorragia puede ser escasa, moderada o abundante.
- Heridas punzantes: Son producidas por objetos con punta, como clavos, agujas, palillos etc. La lesión es dolorosa, la hemorragia escasa y el orificio de entrada es poco notorio. El tétanos es una de las complicaciones de éste tipo de heridas.
- Heridas cortopunzantes: Las dos últimas heridas pueden mezclarse, de acuerdo al mecanismo y objeto que provoca la herida, lo que produce una herida cortopunzante.
- Heridas penetrantes: Producidas por un elemento que ingresa al cuerpo alcanzando cavidades y/o puede dañar órganos internos. Ejemplo: las producidas por fierros que se clavan. Puede haber compromiso de abdomen.
- Heridas perforantes: Son llamadas así cuando el objeto atraviesa toda una estructura del cuerpo, al menos la piel. Ejemplo: las producidas por balas de arma de fuego. El proyectil se introduce en el cuerpo produciendo lesiones internas graves. Puede haber compromiso de tórax.
- Quemaduras: Producidas por calor, radiación o por una corrosión de efecto similar causada por sustancia química.
- Heridas laceradas: Producidas por objeto de bordes dentados (serruchos o latas). Hay desgarramiento de tejidos y los bordes de las heridas son irregulares.
- Raspaduras o abrasiones: Producida por fricción o rozamiento de la piel con superficies duras. Muy conocidas como “rasmilladuras”; son muy dolorosas y su mayor riesgo es la infección. Ejemplo: La caída de rodillas de un niño.
- Heridas avulsivas: Son aquellas donde se separa y se rasga el tejido del cuerpo de la víctima. Una herida cortante o lacerada puede convertirse en avulsiva. El sangrado es abundante, ejemplo; mordedura de perro.
- Amputación: Es la pérdida total de una parte del cuerpo, que se desprende del resto.

## Heridas hemorrágicas (sangrantes)
Son las heridas que sangran.

### Clasificación de las hemorragias

#### Tipos de hemorragias según hacia dónde sangran
- Externas: Salida de sangre hacia el exterior del cuerpo. Son visibles y así se pueden evaluar.
- Internas: Sus daños no son visibles ni se pueden evaluar, por lo que se deben considerar como graves.
- Exteriorizadas: Se producen en el interior y salen hacia el exterior por orificios naturales.

#### Tipos de hemorragias según el vaso sanguíneo afectado
Según el vaso dañado que produce la salida de sangre, podemos distinguir las siguientes características en una hemorragia o sangramiento.
- Capilar: Son las más leves. El flujo es lento y en gotitas.
- Venosa: Color rojo oscuro, brota sin fuerza, la sangre fluye continuamente.
- Arterial: La sangre fluye bajo presión, es pulsátil, color rojo brillante, y puede brotar hasta una cierta distancia desde el cuerpo. Son más graves que las venosas y las capilares. Si el sangrado no se controla a tiempo, puede producir shock por una pérdida importante de sangre en poco tiempo, debilitamiento agudo, e incluso muerte

### Tratamiento de las hemorragias (heridas sangrantes)
Se basa primeramente en detener el sangrado de la herida (típicamente, presionando sobre ella), y posteriormente en evitar su infección.
Es recomendable limpieza: Desinfección del material de curas. Limpieza y antisepsia de las manos del socorrista, guantes quirúrgicos para evitar contagios. Para la desinfección en la zona periférica de la herida (no en la herida), es posible utilizar desinfectante en espuma.

### Complicaciones de las hemorragias

#### Infección
Las heridas pueden llegar a ser infecciosas sin los debidos procedimientos de desinfección. Por causa de una infección se podría llegar a amputar otras partes del cuerpo. 

#### Shock hipovolémico
Es una emergencia médica consistente en un shock producido por la pérdida de grandes volúmenes de sangre. Si no es tratada, la pérdida afecta de manera significativa el transporte de oxígeno y puede producir un paro cardiorrespiratorio.
Signos y síntomas de shock hipovolémico:
- Piel fría y pegajosa
- Confusión
- Disminución o ausencia de gasto urinario
- Debilidad general
- Piel de color pálido (palidez)
- Respiración rápida
- Sudoración
- Piel húmeda
- Pérdida del conocimiento

## Quemaduras
Son las heridas causadas por calor, radiación o sustancias corrosivas químicas.

### Gravedad de las quemaduras
- Quemaduras de 1er grado: Afectan solo a la capa exterior de la piel. Causan dolor, enrojecimiento e hinchazón.
- Quemaduras de 2º grado: Afectan tanto a la capa externa de la piel como a la capa de piel que está debajo. Provocan dolor, enrojecimiento, inflamación y formación de ampollas. También se les denomina quemaduras de espesor parcial.
- Quemaduras de 3er grado: Afectan a las capas profundas de la piel. Provocan coloración blanquecina, oscura o carbonizar la piel, además de que la piel puede quedar insensible.

### Tratamientos secundarios de las quemaduras
Limpieza y desbridamiento de las heridas y tratamiento de las ampollas. Todas las quemaduras deben limpiarse cuidadosamente, usando agua y jabón antiséptico. Las ampollas son típicas en quemaduras de segundo grado y son cúmulos de líquido plasmático bajo la piel desvitalizada y se tratan según su tamaño y localización. Las de tamaño pequeño es decir de 2 a 3 cm de diámetro y que se encuentren intactas no se deberán pinchar. Se evita la desecación de la herida, lográndose una rápida epitelizacion y buena cicatriz. Asimismo las mayores a 5 cm y localizadas en palmas de las manos o plantas de los pies, podrán pincharse y aspirarse su contenido al ser zonas bastantes dolorosas. 

### Tratamientos tópicos para evitar la infección de la quemadura
Existen tres agentes antimicrobianos de eficacia (sulfadiazina argéntica, nitrato de plata y acetato de mafenida). Aunque cada una de ellas tenga sus ventajas y desventajas, la más utilizada es la sulfadiazina argéntica. Tras limpiar y desbridar la herida debemos aplicar dicho agente en un espesor aproximado de 1 mm y a su vez se protegerá con un tul graso para evitar que las gasas estériles se peguen en la herida. Por otra parte suele formarse una materia grisácea pálida sobre la herida, que aunque tiene mal aspecto y es inocua no debe ser removida ya que puede evitarse removiendo la crema en cada curación

### Cobertura de la quemadura, vendaje no compresivo
Se deberá aplicar un vendaje no compresivo es decir vendas o malla manteniendo las condiciones adecuadas de esterilidad. Las finalidades de dicho vendaje es triple y son:
- Absorber el fluido que drena la herida
- Proteger
- Aislar la quemadura del exterior y minimizar el dolor.

Al mantener elevada el área quemada reducimos el edema y de forma consecuente se reduce la infección de las zonas quemadas. Se recomienda realizar ejercicios con las áreas lesionadas, y cuando estén en reposo mantenerlas ligeramente elevadas sobre la altura del corazón. 
Todos los quemados deben recibir profilaxis antitétanica en el caso de que no hayan sido vacunados dentro de los últimos 5 años, y se tendrá que administrar taxoide y gammaglobulina antitetánica. El uso de antibióticos sistémicos no es necesario si no existen signos de infección. Por otra parte será muy importante vigilar periódicamente la quemadura por si aparece fiebre, malestar general y cambios atípicos en su aspecto o coloración.

## Tratamiento a largo plazo de las heridas

### Terapia húmeda
La terapia húmeda fue desarrollada por George Winter en 1962, quien demostró que la terapia o cura húmeda tiene mejores resultados que una expuesta al aire.
La terapia húmeda de heridas tiene como finalidad crear y mantener en condiciones de humedad óptimas la piel para que se renueve. Acelera la curación. La terapia húmeda aporta elementos de la consecución y de un grado óptimo de confort.

#### Efectos clínicos y biológicos de la terapia húmeda
- Disminución del dolor
- Aislamiento térmico
- Desbridamiento auto lítico
- Mayor velocidad y mejor calidad de cicatrización
- Fase inflamatoria menos intensa
- Previene la desecación celular
- Favorece la migración celular
- Estimula la síntesis de colágeno
- Favorece la comunicación intracelular
- Proliferación y migración de los queranocitos.
- Diferenciación temprana de los queranocitos para restaurar las barreras cutáneas
- Proliferación mayor de los fibroblastos.
- Mejor desarrollo de la angiogénesis.
- Contracción más temprana de la herida

#### Gama de productos disponibles para terapia húmeda
Existen 5 categorías de productos para las condiciones de cura húmeda.
- Filmes o películas de poliuretano
- Espumas poliméricas
- Hidrogeles
- Hidrocoloides
- Alginatos

##### Filmes
Los filmes son trasparentes y su capacidad de absorción es mínima, por lo que solo están indicados en heridas muy poco exudativas como por ejemplo, úlceras crónicas ya en proceso de cicatrización.

##### Espumas
Espumas poliméricas son apósitos de cura en ambiente húmedo más utilizados junto a los hidrocoloides, las espumas poliméricas no se deshacen en forma de gel al contacto con la herida y proporcionan un desbridamiento autolítico del posible tejido desvitelizado. Están indicadas en úlceras por presión exudativas o dolorosas y en úlceras varicosas.

##### Hidrocoloides
Producen una dispersión uniforme de partículas muy pequeñas de un elemento a otro, cuando se dispersan partículas sólidas en una fase líquida, se produce un "hidrocoloide", cuando se aplica un hidroclolide directo con la herida la superficie absorbe el exudado. Se utilizan en úlceras por presión y úlceras vasculares.

##### Alginatos
Los alginatos tienen una gran capacidad de absorción de hasta 20 veces su peso, desbridan y controlan el exudado, están indicados en úlceras muy exudativas.

##### Colágeno
Apósitos de ácido hialurónico y colágeno, participan en el proceso de cicatrización para irritaciones y heridas cutáneas, absorben gran cantidad de exudado y produce una rápida hemostasia.

##### Criterios que debe reunir un apósito
- que elimine el exceso de exudado y sus toxinas.
- mantener un adecuado nivel de humedad
- que permita el intercambio gaseoso
- que aisle térmicamente la herida
- que proteja a la herida del medio exterior
- que libre de partículas contaminadas
- que se pueda retirar fácilmente.

## Aspectos históricos
Desde la Época Clásica hasta la Época Medieval, se creía que el cuerpo y el alma estaban íntimamente conectados, basándose en varias teorías expuestas por el filósofo Platón. Se creía que las heridas en el cuerpo se correlacionaban con las heridas en el alma y viceversa; las heridas se veían como un signo externo de una enfermedad interna. Así, se decía que un hombre que sufría una herida física grave no sólo estaba impedido físicamente, sino también espiritualmente. Si el alma estaba herida, esa herida también podía llegar a manifestarse físicamente, revelando el verdadero estado del alma. Las heridas también se veían como una escritura en la "tablilla" del cuerpo. Las heridas adquiridas en la guerra, por ejemplo, contaban la historia de un soldado de una forma que todos podían ver y entender, y las heridas de un mártir contaban la historia de su fe.